# دوري المقاطعات الشمالي الغربي 1988–89
دوري المقاطعات الشمالي الغربي 1988–89 هو موسم من دوري المقاطعات الشمالي الغربي. فاز فيه Rossendale United F.C. ‏.